# NGC 4002
NGC 4002 је спирална галаксија у сазвежђу Лав која се налази на NGC листи објеката дубоког неба.
Деклинација објекта је + 23° 12' 10" а ректасцензија 11h 57m 59,3s. Привидна величина (магнитуда) објекта NGC 4002 износи 14,1 а фотографска магнитуда 14,9. NGC 4002 је још познат и под ознакама MCG 4-28-104, CGCG 127-116, KCPG 312A, PGC 37635.